# Władysław Komar

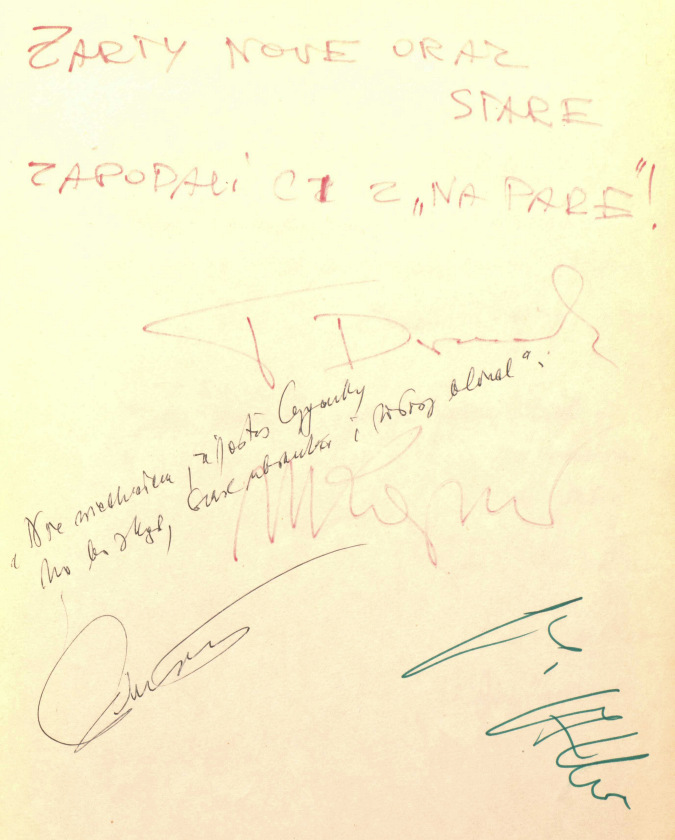
Wpis kabaretu "Na parę", tj. Tadeusza Drozdy i Władysława Komara do Kroniki Klubu Związków i Stowarzyszeń Twórczych, 06.12.1980r.

Władysław Stefan Komar (ur. 11 kwietnia 1940 w Kownie, zm. 17 sierpnia 1998 pod Przybiernowem) – polski sportowiec, jeden z najlepszych polskich miotaczy kulą w historii tej konkurencji, mistrz olimpijski z Monachium w 1972, rugbysta, aktor, artysta estradowy. Absolwent liceum ogólnokształcącego w Pruszczu Gdańskim i AWF w Poznaniu.

## Życiorys

### Kariera sportowa
Karierę sportową rozpoczął od boksu. Trafił nawet do młodzieżowej reprezentacji Polski.
W 1959 zmienił dyscyplinę i pod okiem trenera Sławomira Zieleniewskiego rozpoczął treningi lekkoatletyczne. Reprezentował klub sportowy Polonia Warszawa. W 1963 został rekordzistą Polski w dziesięcioboju. Na swoich pierwszych igrzyskach olimpijskich (Tokio 1964) startował już w konkurencji pchnięcia kulą i zajął dziewiąte miejsce z wynikiem 18,20 m. 8 września (eliminacje) i 9 września (finał) 1972 na igrzyskach w Monachium odbył się konkurs, w którym Komar już pierwszym pchnięciem (21,18 m) pokonał miotaczy amerykańskich i niemieckich.
Był trzykrotnym olimpijczykiem: Tokio 1964, Meksyk 1968, Monachium 1972. Zdobył dwa brązowe medale na mistrzostwach Europy w Budapeszcie 1966 i Helsinkach 1971 oraz pięć na halowych mistrzostwach Europy. Był 14-krotnym mistrzem i 16-krotnym rekordzistą Polski. Obok boksu i lekkiej atletyki uprawiał wyczynowo także rugby (mistrzostwo Polski).

#### Rekordy życiowe
Na stadionie
- pchnięcie kulą – 21,19 m (17 sierpnia 1974, Warszawa) – 6. wynik w historii polskiej lekkoatletyki[2]
- dziesięciobój lekkoatletyczny – 6597 pkt.

W hali
- pchnięcie kulą – 20,32 m

### Kariera estradowa i filmowa

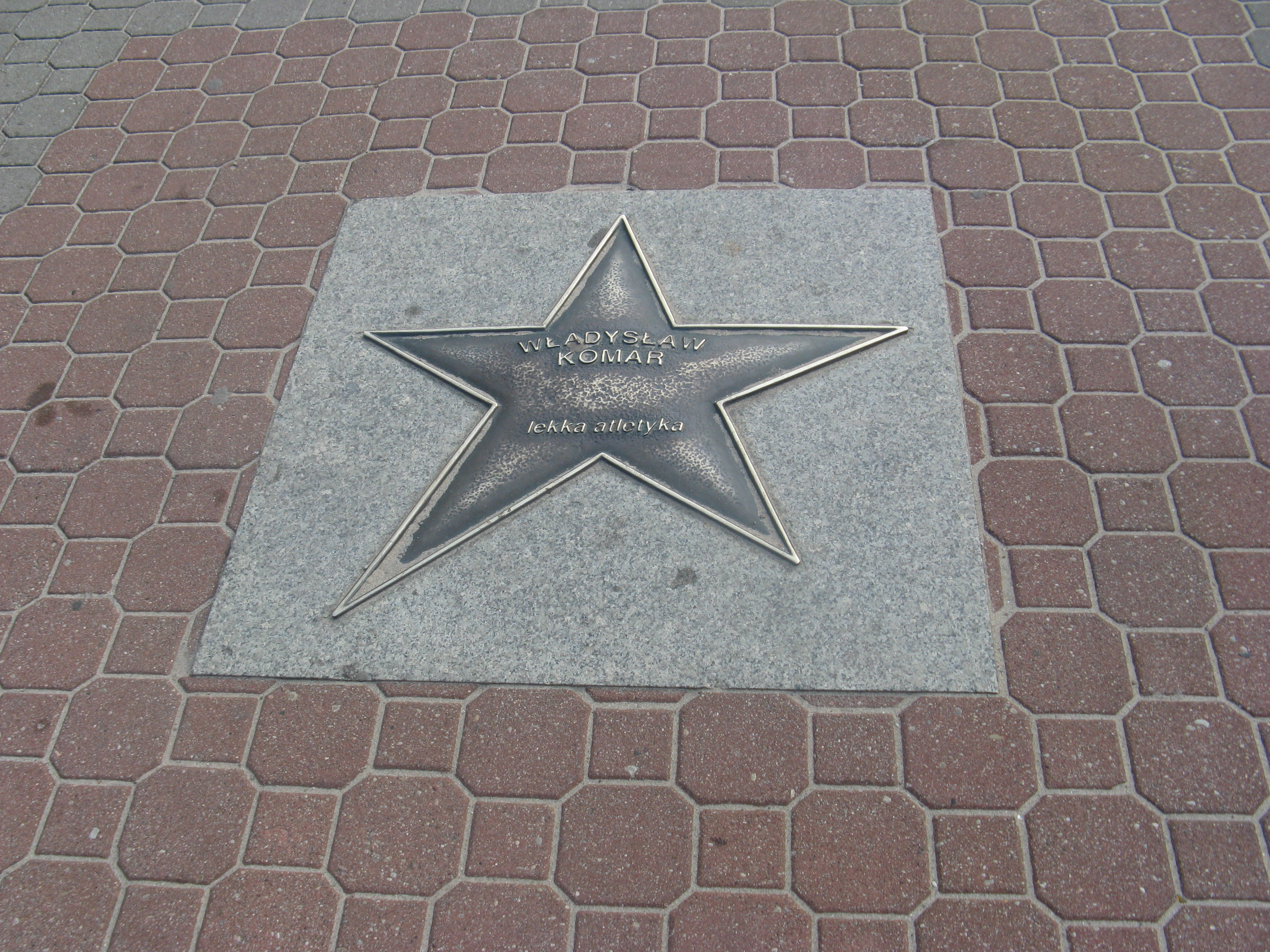
Gwiazda w Alei Gwiazd Sportu we Władysławowie

Po zakończeniu kariery sportowej występował w filmie, teatrze oraz jako licencjonowany aktor na estradzie kabaretowej (namówiony do tego przez Tadeusza Drozdę).
Razem z Janem Otałęgą i Ireneuszem Pawlikiem współtworzył książkę „Alfabet Władysława Komara. Sportowcy, artyści, prominenci”, która ukazała się w 1991 nakładem Wydawnictwa Venus.

#### Role filmowe
- 1975: Kazimierz Wielki jako Władzio, sługa Maćka Borkowica
- 1978: W biegu jako sportowiec Władzio
- 1979: Skradziona kolekcja jako kierowca malucha
- 1980: Sherlock Holmes i Doktor Watson (Sherlock Holmes and Doctor Watson) jako zapaśnik Hercules Higgins w odc. 15 „The case of the body in the case"
- 1984: Bez pieniędzy czyli 24 godziny z życia Jana Himilsbacha jako on sam
- 1985: Przyłbice i kaptury jako „Dzieweczka” w odc. 2 „Na tropie zdrady”, 3 „Pożoga”, 4 „Przerwane ogniwo”, 8 „A wężowi biada”, 9 „Jutro bitwa"
- 1986: Biała wizytówka jako właściciel kasyna w odc. 6 „Zarząd przymusowy"
- 1986: Borys Godunow jako Sobański
- 1986: Magnat jako przewodnik po pszczyńskim pałacu
- 1986: Piraci jako Jesus
- 1986: Poczekaj błyśnie
- 1987: Opowieść Harleya jako pracownik Witka
- 1986: Sonata marymoncka jako Zieliński, chrzestny Ryśka
- 1987: W klatce jako mąż gospodyni
- 1988: I skrzypce przestały grać (And the Violins Stopped Playing) jako Dombrowski, starszy szczepu Kelderari
- 1990: Mów mi Rockefeller jako on sam
- 1993: Wow w odc. 10 „Skorpion"
- 1993: Żywot człowieka rozbrojonego w odc. 2 „Sabina"
- 1993: Tajemnica trzynastego wagonu (The Secret of Coach 13) jako Aleksander Galinimow
- 1994: Anioł śmierci (Beyond Forgiveness)
- 1997: Kiler jako „Uszaty”, współwięzień Kilera
- 1997: Prostytutki jako „Szogun”, goryl w „Gejszy"
- 1998: Ekstradycja 3 jako mężczyzna w kawiarni na Starówce w odc. 7

#### Teatr TV
- 1989: Żegnaj laleczko jako Myszka Malloy
- 1987: Kabotyni

### Działalność polityczna
W wyborach parlamentarnych w 1993, jako członek Polskiej Partii Przyjaciół Piwa, bez powodzenia kandydował do Sejmu z listy Samoobrony – Leppera w województwie szczecińskim (otrzymał 9676 głosów).

### Śmierć

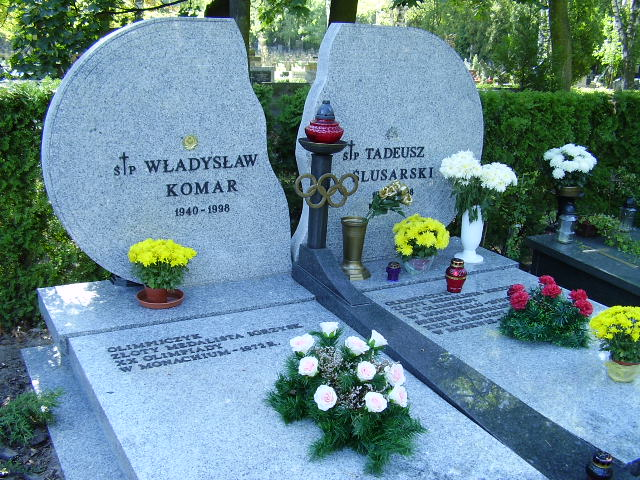
Grób Władysława Komara i Tadeusza Ślusarskiego na Cmentarzu Wojskowym na Powązkach w Warszawie

Zginął 17 sierpnia 1998 w wypadku samochodowym  na drodze krajowej nr 3 (E65), pomiędzy Przybiernowem a Brzozowem, w powiecie goleniowskim, razem z innym znanym sportowcem, mistrzem olimpijskim z Montrealu 1976 w skoku o tyczce Tadeuszem Ślusarskim. Trzecią ofiarą wypadku był prowadzący drugi samochód Jarosław Marzec, reprezentant Polski w biegu na 400 m. W miejscu, gdzie rozbił się samochód Komara i Ślusarskiego ustawiono pomnik pamięci wybitnych sportowców. Został pochowany na Cmentarzu Komunalnym na Powązkach (kwatera A3 tuje-3-27).

## Odznaczenia
W 1998, za wybitne zasługi w działalności na rzecz rozwoju i upowszechniania sportu, został pośmiertnie odznaczony przez prezydenta Aleksandra Kwaśniewskiego Krzyżem Oficerskim Orderu Odrodzenia Polski. Odznaczono go także m.in. Złotym Krzyżem Zasługi (1972) oraz Złotym i Srebrnym Medalem za Wybitne Osiągnięcia Sportowe.

## Życie prywatne
Pochodził z rodziny pieczętującej się kiedyś herbem Komar. Jego rodzice byli sportowcami – ojciec Władysław i matka Wanda mieli osiągnięcia szczebla krajowego. Ukończył Liceum Ogólnokształcące w Pruszczu Gdańskim i w 1974 roku AWF w Poznaniu.
Dwukrotnie żonaty. Pierwszą żoną była Małgorzata Spychalska (ur. 1942), scenografka i kostiumolożka, córka Mariana Spychalskiego. Małżeństwo przetrwało do 1973. Następnie ożenił się z Marią Szot (1950–2008), z którą miał syna Mikołaja (ur. 1977), fotografa i redaktora naczelnego magazynu „K Mag”.

## Film dokumentalny
- 1996: Władysław Komar (seria Gwiazdozbiór polskiego sportu), reż. Janusz Horodniczy, Krzysztof Wojciechowski[8]